# Kowalowa (województwo dolnośląskie)
Kowalowa (niem. Schmidtsdorf) – wieś w Polsce położona w województwie dolnośląskim, w powiecie wałbrzyskim, w gminie Mieroszów, w Górach Kamiennych w Sudetach Środkowych, między Górami Suchymi a Pasmem Lesistej.
Miejscowość jest położona nad Ścinawką, przy drodze krajowej nr 35 i linii kolejowej Wałbrzych Szczawienko – Meziměstí.
W latach 1975–1998 Kowalowa administracyjnie należała do województwa wałbrzyskiego.

## Geografia
Kowalowa (niem. Schmidtsdorf) znajduje się na południu Gór Wałbrzyskich, w pobliżu granicy z Czechami, w gminie Mieroszów, w powiecie wałbrzyskim, w województwie dolnośląskim, w Polsce. Miejscowość leży dwa kilometry na północ od Mieroszowa (Friedland w Śląsku).
Sąsiednie miejscowości to:
- Unisław Śląski i Sokołowsko na północnym wschodzie,
- Nowe Siodło na południowym wschodzie,
- Mieroszów i Golińsk na południu,
- Różana na południowym zachodzie,
- Kochanów na zachodzie.

Po drugiej stronie granicy z Czechami, do której prowadzi przejście graniczne Mieroszów–Meziměstí, leży na południowym wschodzie Pomeznice (wioska graniczna). Wschodnią granicę miejscowości stanowi wzgórze Ruprechtický Špičák (Ruppertsdorfer Spitzberg), wznoszące się na 880 metrów nad poziomem morza.
Miejscowość jest położona w regionie, który jest częścią Gór Wałbrzyskich, charakteryzujących się malowniczymi krajobrazami i dużą liczba wzniesień.

## Historia
Zasiedlenie górnej części Doliny Kamiennej, która wówczas administracyjnie należała do Ziemi Kłodzkiej, miało miejsce około 1250 roku przez wschodnio-bohemickie benedyktyńskie opactwo w Politz. Schmidtsdorf po raz pierwszy zostało wspomniane jako „Smedisdorf” w 1350 roku w wykazie miejscowości należących do czeskiego obwodu zamkowego Freudenburg. Wraz z Freudenburg w 1359 roku przeszło do Księstwa Świdnickiego. Po śmierci księcia Bolka II w 1368 roku ziemie te przeszły dziedzicznie do Czech, a wdowa po nim, Agnes Habsburg, miała prawo użytkowania do swojej śmierci w 1392 roku. Po wojnach husyckich Schmidtsdorf, podobnie jak inne miejscowości z dawnego obwodu Freudenburg, przeszło w ręce władzy Fürstenstein, która od 1509 roku należała do rodziny Hochbergów. W 1711 roku w Schmidtsdorf udokumentowano sześciu rolników, siedmiu półrolników, ośmiu zagrodników, pięciu wolnych zagrodników oraz sześciu domowników. W 1735 roku w Schmidtsdorf mieszkało siedmiu tkaczy chałupników.
Po I wojnie śląskiej Schmidtsdorf, wraz z Śląskiem, w 1742 roku przeszedł pod panowanie Prus. Po reorganizacji Prus w 1815 roku, miejscowość stała się częścią prowincji Śląsk i od 1816 roku została włączona do powiatu Wałbrzych, z którym związana była aż do 1945 roku. W 1818 roku mieszkało tu 181 osób, w 1840 roku było ich 346, w 1905 roku – 517, a w 1939 roku – 561. Od 1874 roku Schmidtsdorf wraz z gminami wiejskimi Görbersdorf i Nieder Waltersdorf wchodziło w skład urzędowego okręgu Görbersdorf. W 1877 roku wybudowano nową szkołę. Oprócz rolnictwa, znaczenie gospodarcze miało także tkactwo chałupnicze. W 1735 roku udokumentowano pięciu tkaczy chałupników, a w 1840 roku było ich 25. W 1876 roku w Schmidtsdorf mieszkało 20 rodzin tkaczy chałupników. Dzięki bliskości Görbersdorfu, Schmidtsdorf stało się również miejscowością uzdrowiskową, z sanatorium i pensjonatami.
W 1934 roku doszło do włączenia dotychczas samodzielnej gminy Niederwaltersdorf do Schmidtsdorf.
W wyniku II wojny światowej, Schmidtsdorf w 1945 roku, podobnie jak niemal cały Śląsk, przeszedł pod panowanie Polski i zostało przemianowane na Kowalowa. Ludność niemiecką deportowano, a nowi mieszkańcy byli częściowo przesiedleńcami z Polski wschodniej.
W latach 1975–1998 miejscowość Kowalowa należała do województwa wałbrzyskiego.

## Obiekty
W samej Kowalowej, mimo jej kameralnego charakteru, znajdują się obiekty, które warto zobaczyć, zwłaszcza dla osób zainteresowanych lokalną historią i pięknem natury:
1. Kościół w Kowalowej – Miejscowy kościół, będący jednym z ważniejszych obiektów w miejscowości, może stanowić punkt do zwiedzania, zwłaszcza pod kątem lokalnej architektury i historii religijnej w regionie.
2. Pomnik upamiętniający ofiary II wojny światowej – W Kowalowej znajduje się pomnik, który przypomina o tragicznych wydarzeniach związanych z II wojną światową i przesiedleniami ludności. Jest to ważne miejsce pamięci, zwłaszcza w kontekście zmiany granic po wojnie.
3. Stare domy i zabudowa wiejska – W Kowalowej można zobaczyć tradycyjną, wiejską zabudowę, która jest świadectwem dawnych czasów, kiedy miejscowość była częścią niemieckiego Śląska. Wiele domów wciąż zachowuje swój charakter, co nadaje wsi unikalnego klimatu.
4. Otoczenie przyrodnicze – Choć nie jest to obiekt w ścisłym tego słowa znaczeniu, otaczająca Kowalową przyroda, z pięknymi widokami na Góry Wałbrzyskie oraz wzniesienie Ruprechtický Špičák, stanowi ważny element, który przyciąga turystów i pasjonatów natury.

Mimo że Kowalowa nie jest dużą miejscowością z wieloma obiektami turystycznymi, jej urok tkwi w spokoju, tradycji i bliskości natury.
- Szkoła Podstawowa
- Sala Królestwa Świadków Jehowy[6]